# Keams Canyon
Keams Canyon is een plaats (census-designated place) in de Amerikaanse staat Arizona, en valt bestuurlijk gezien onder Navajo County.

## Demografie
Bij de volkstelling in 2000 werd het aantal inwoners vastgesteld op 260.

## Geografie
Volgens het United States Census Bureau beslaat de plaats een oppervlakte van
24,0 km², geheel bestaande uit land. Keams Canyon ligt op ongeveer 1934 m boven zeeniveau.

## Plaatsen in de nabije omgeving
De onderstaande figuur toont nabijgelegen plaatsen in een straal van 40 km rond Keams Canyon.